# Joe Swanberg
Joe Swanberg és un cineasta independent estatunidenc. Conegut per les pel·lícules de micro-pressupost que fan un ús extensiu de la improvisació, Swanberg es considera una figura important del moviment cinematogràfic mumblecore. Les seves pel·lícules sovint se centren en les relacions, el sexe, la tecnologia i el procés de creació cinematogràfica. També és conegut per les seves primeres col·laboracions amb Greta Gerwig.

## Primers anys
Swanberg va néixer a Detroit, Michigan i va créixer a Geòrgia i Alabama. Es va graduar a la Naperville Central High School als suburbis de Chicago i va assistir a la Universitat d'Illinois del Sud a Carbondale com a estudiant de cinema, i va obtenir una llicenciatura el 2003. Quan era adolescent, va treballar a Hollywood Video.

## Carrera
El 2005, Swanberg va escriure, dirigir, editar, rodar, produir i protagonitzar Kissing on the Mouth, el seu primer llargmetratge, amb un pressupost modest. El va seguir amb LOL (2006), que va suposar la primera vegada que Swanberg treballava amb l'actriu Greta Gerwig. Gerwig i Swanberg van col·laborar en els dos següents llargmetratges del director: Hannah Takes the Stairs (2007), que també van protagonitzar els cineastes Andrew Bujalski, Ry Russo-Young i Mark Duplass i va marcar la primera col·laboració de Swanberg amb l'animador i actor Kent Osborne; i Nights and Weekends (2008), en què Gerwig va compartir un crèdit de direcció. El següent llargmetratge de Swanberg, Alexander the Last, va ser produït per Noah Baumbach, qui més tard va integrar Gerwig a la seva pel·lícula de 2010 Greenberg.
Després de passar tot el 2009 treballant a Silver Bullets, Swanberg va acabar set llargmetratges el 2010: Uncle Kent, Caitlin Plays Herself, The Zone, Art History, Silver Bullets, Privacy Setting and Autoerotic (codirigit amb el cineasta de terror Adam Wingard). Uncle Kent es va estrenar al Festival de Cinema de Sundance el gener de 2011 i Silver Bullets i Art History es van estrenar al Berlinale al febrer. La resta de pel·lícules del 2010 es van estrenar a les sales el 2011 després de projeccions en festivals de cinema. Quatre d'ells es van incloure posteriorment a Joe Swanberg: Collected Films 2011, un conjunt de DVD del segell de música i vídeo Factory 25.
El 2012, Swanberg va escriure i dirigir la pel·lícula Drinking Buddies, protagonitzada per Olivia Wilde, Jake M. Johnson, Anna Kendrick i Ron Livingston. La pel·lícula va ser adquirida per Magnolia Pictures poc després de la seva estrena a SXSW.
L’any següent Swanberg va rodar Happy Christmas, protagonitzat per ell mateix, Melanie Lynskey, Lena Dunham, i Anna Kendrick. Aquesta va ser la primera de les seves pel·lícules que es va rodar en pel·lícula de 16 mm, en lloc de digital. La pel·lícula es va estrenar al Festival de Cinema de Sundance de 2014.
La seva següent pel·lícula com a director va ser Digging for Fire, que es va estrenar al Festival de Cinema de Sundance de 2015 i protagonitzada per Jake Johnson. La pel·lícula es va estrenar el 21 d'agost de 2015 per The Orchard.
Swanberg va escriure, dirigir i produir Easy, una sèrie d'antologia per a Netflix. La sèrie es va estrenar el 2016 i va durar tres temporades que van acabar el 2019. Easy va comptar amb molts dels col·laboradors freqüents de Swanberg de les seves pel·lícules, com Jake Johnson, Joe Lo Truglio i Nicky Excitement.
El 2017, Swanberg i Jake Johnson van coescriure Win It All. Johnson la protagonitza amb Aislinn Derbez, Joe Lo Truglio i Keegan-Michael Key. La pel·lícula es va estrenar a South by Southwest l'11 de març de 2017. Va ser estrenada el 7 d'abril de 2017 per Netflix.
Swanberg és un destacat defensor de la distribució per Internet de pel·lícules independents i ha fet que el seu llargmetratge de 2011 Marriage Material estigui disponible gratuïtament a la seva pàgina de Vimeo. També va llançar la seva pel·lícula de 2020, " 'Build the Wall, protagonitzada per Kent Osborne i Jane Adams, a la seva pàgina de Vimeo.
El 2021, Swanberg va obrir Analog Pizza and Video Store, una botiga de lloguer de vídeos VHS al darrere de la pizzeria Borelli's a Chicago.
El 2024, es va anunciar que treballava en una llista de cinc llargmetratges de terror per a Yale Entertainment.

## Influències
Swanberg cita Elaine May, Paul Mazursky, Lars von Trier, Marco Ferreri, i Eric Rohmer com a influències principals en el seu treball.

## Filmografia

### Cinema
| Any  | Pel·lícula               | Director            | Guionista | Productor            | Editor            | Director de fotografia | Notes                                                                                                 |
| ---- | ------------------------ | ------------------- | --------- | -------------------- | ----------------- | ---------------------- | --- |
| 2005 | Kissing on the Mouth     | Sí                  | Sí        | Sí                   | Sí                | Sí                     | |
| 2006 | LOL                      | Sí                  | Sí        | Sí                   | Sí                | Sí                     | |
| 2007 | Hannah Takes the Stairs  | Sí                  | Sí        | Sí                   | Sí                | Sí                     | |
| 2008 | Nights and Weekends      | Sí                  | Sí        | Sí                   | Sí                | No                     | codirigida amb Greta Gerwig                                                                           |
| 2009 | Alexander the Last       | Sí                  | Sí        | Sí                   | Sí                | Sí                     | coproducida amb Noah Baumbach                                                                         |
| 2010 | 11/4/08                  | No                  | No        | No                   | No                | Sí                     | documental                                                                                            |
| 2010 | Open Five                | No                  | No        | No                   | No                | Sí                     | |
| 2011 | Uncle Kent               | Sí                  | Sí        | Sí                   | Sí                | Sí                     | |
| 2011 | Silver Bullets           | Sí                  | Sí        | Sí                   | Sí                | Sí                     | també so                                                                                              |
| 2011 | Caitlin Plays Herself    | Sí                  | Sí        | Sí                   | Sí                | Sí                     | |
| 2011 | Autoerotic               | Sí                  | Sí        | Sí                   | No                | No                     | codirigida amb Adam Wingard també efectesw especials de maquillatge                                   |
| 2011 | Art History              | Sí                  | Sí        | Sí                   | Sí                | Sí                     | |
| 2011 | The Zone                 | Sí                  | Sí        | Sí                   | Sí                | Sí                     | |
| 2012 | V/H/S                    | director de setment | No        | productor de segment | editor de segment | No                     | segment: "The Sick Thing That Happened to Emily When She Was Younger" també disseny de so del segment |
| 2012 | Marriage Material        | Sí                  | Sí        | Sí                   | Sí                | No                     | |
| 2012 | All the Light in the Sky | Sí                  | Sí        | Sí                   | Sí                | Sí                     | |
| 2013 | Drinking Buddies         | Sí                  | Sí        | Sí                   | Sí                | No                     | |
| 2013 | 24 Exposures             | Sí                  | Sí        | No                   | Sí                | No                     | |
| 2014 | Happy Christmas          | Sí                  | Sí        | Sí                   | Sí                | No                     | |
| 2015 | Digging for Fire         | Sí                  | Sí        | Sí                   | Sí                | No                     | |
| 2017 | Win It All               | Sí                  | Sí        | Sí                   | Sí                | No                     | |
| 2020 | The Rental               | No                  | Sí        | Sí                   | No                | No                     | |
| 2020 | Build the Wall           | Sí                  | Sí        | No                   | Sí                | Sí                     | |

#### Productor només
| Any  | Pel·lícula                                         | Paper                        |
| ---- | -------------------------------------------------- | ---------------------------- |
| 2009 | It Was Great but I Was Ready to Come Home          | Productor                    |
| 2011 | What Fun We Were Having: 4 Stories About Date Rape | Productor                    |
| 2015 | Queen of Earth                                     | productor/productor associat |
| 2015 | Uncle Kent 2                                       | productor executiu           |
| 2015 | Bloomin Mud Shuffle                                | productor                    |
| 2015 | Lace Crater                                        | productor                    |
| 2016 | Little Sister                                      | productor executiu           |
| 2017 | Person to Person                                   | productor executiu           |
| 2017 | Golden Exits                                       | productor executiu           |
| 2018 | Madeline's Madeline                                | productor executiu           |
| 2019 | Sword of Trust                                     | productor executiu           |
| 2019 | Depraved                                           | productor executiu           |
| 2019 | Holy Trinity                                       | productor executiu           |

### Curtmetratges
| Any  | Pel·lícula                  | Director | Guionista       | Productor       | Director de fotografia | Editor          |
| ---- | --------------------------- | -------- | --------------- | --------------- | ---------------------- | --------------- |
| 2003 | Mikey                       | Sí       | Sense acreditar | Sense acreditar | Sí                     | Sense acreditar |
| 2005 | Hissy Fits                  | Sí       | Sense acreditar | Sí              | No                     | Sense acreditar |
| 2006 | Thanks for the Ad!          | Sí       | Sí              | Sí              | Sí                     | Sí              |
| 2008 | Swedish Blueballs           | Sí       | Sí              | Sí              | Sí                     | No              |
| 2008 | About Film Festivals        | No       | No              | No              | Sí                     | No              |
| 2008 | Ginger Sand                 | No       | No              | No              | Sí                     | No              |
| 2009 | Birthday Suit               | Sí       | Sí              | Sí              | No                     | No              |
| 2009 | One Shot Film               | Sí       | Sí              | Sí              | Sí                     | Sí              |
| 2010 | The World of Film Festivals | No       | No              | No              | Sí                     | No              |
| 2012 | Stray Bullets               | Sí       | Sí              | Sí              | Sí                     | Sí              |
| 2013 | Privacy Setting             | Sí       | Sí              | Sí              | Sí                     | Sí              |

### Papers d’actor
| Any  | Pel·lícula                           | Paper                 | Notes                        |
| ---- | ------------------------------------ | --------------------- | ---------------------------- |
| 2005 | Kissing on the Mouth                 | Patrick               |                              |
| 2005 | Hissy Fits                           |                       | curtmetratge                 |
| 2006 | LOL                                  | Tim                   |                              |
| 2006 | Young American Bodies                | Ben                   | Sèrie de televisió           |
| 2007 | Hohokam                              | The Jeffery           |                              |
| 2007 | Quiet City                           | Adam                  |                              |
| 2007 | Grammy's                             | Clarence              | curtmetratge                 |
| 2007 | The Timebox Twins                    | Boy                   | curtmetratge                 |
| 2008 | Untied Strangers                     | Wes                   | curtmetratge                 |
| 2008 | Present Company                      | Archibald King        |                              |
| 2008 | Nights and Weekends                  | James                 |                              |
| 2008 | Paintbrush                           | Danny                 | curtmetratge                 |
| 2009 | You Wont Miss Me                     |                       |                              |
| 2009 | Cabin Fever 2: Spring Fever          | Hazmat Team           |                              |
| 2009 | The Mountain, the River and the Road | Tom                   |                              |
| 2010 | Everyone Says I Look Just Like Her   | Brandon               |                              |
| 2010 | A Horrible Way to Die                | Kevin                 |                              |
| 2010 | Blackmail Boys                       | Andrew Kenneth Tucker |                              |
| 2010 | Audrey the Trainwreck                | Jeremy Roth           |                              |
| 2011 | Uncle Kent                           | Joe                   |                              |
| 2011 | Silver Bullets                       | Ethan                 |                              |
| 2011 | Caitlin Plays Herself                | Joe                   |                              |
| 2011 | Autoerotic                           |                       |                              |
| 2011 | Art History                          | Sam                   |                              |
| 2011 | You're Next                          | Drake Davison         |                              |
| 2011 | The Zone                             | Joe                   |                              |
| 2012 | The Kings of Yorktown                | Bartender             |                              |
| 2012 | V/H/S                                | Sam                   | segment: "Second Honeymoon"  |
| 2012 | Marriage Material                    | Joe                   | migmetratge                  |
| 2013 | Detonator                            | Sid                   |                              |
| 2013 | Drinking Buddies                     | Angry Car Guy         |                              |
| 2013 | White Reindeer                       | George                |                              |
| 2013 | The Sacrament                        | Jake                  |                              |
| 2013 | Proxy                                | Patrick Michaels      |                              |
| 2014 | Happy Christmas                      | Jeff                  |                              |
| 2014 | Thou Wast Mild and Lovely            | Akin                  |                              |
| 2014 | Empire Builder                       | The Husband           |                              |
| 2014 | Journeyman                           | Jake Hopkins          | curtmetratge                 |
| 2015 | There                                | Toth                  |                              |
| 2015 | Uncle Kent 2                         | Joe                   |                              |
| 2015 | Bloomin Mud Shuffle                  | Brock                 |                              |
| 2015 | Lace Crater                          | Dean                  |                              |
| 2016 | Joshy                                | Aaron                 |                              |
| 2017 | XX                                   | Singing Panda         | segment "The Birthday Party" |
| 2018 | Nobody Likes You as Much as I Do     | Pauly                 | curtmetratge                 |
| 2021 | Offseason                            | George Darrow         |                              |

### Televisió
| Any       | Pel·lícula            | Director | Guionista | Productor | Editor | Notes                                                                            |
| --------- | --------------------- | -------- | --------- | --------- | ------ | -------------------------------------------------------------------------------- |
| 2006–2009 | Young American Bodies | Sí       | Sí        | Sí        | Sí     | 23 episodis sèrie web també creador, director de fotografia i operador de càmera |
| 2014      | Looking               | Sí       | No        | No        | No     | episodi "Looking in the Mirror"                                                  |
| 2016–2017 | Love                  | Sí       | No        | No        | No     | 3 episodis                                                                       |
| 2016–2019 | Easy                  | Sí       | Sí        | Sí        | Sí     | 25 episodis També creador                                                        |
| 2019      | Soundtrack            | Sí       | No        | No        | No     | 2 episodis                                                                       |